# Vicenç Ros i Batllevell
Vicenç Ros i Batllevell (Martorell, Baix Llobregat, 1883 — Martorell, Baix Llobregat, 1970) va ser un industrial, polític i promotor cultural català, que exercí com a batlle de Martorell durant dos mandats.
Vicenç Ros fou un home adinerat i molt influent a Martorell que com a industrial va instal·lar un molí fariner l'any 1911, el qual va funcionar fins a l'any 1931. Més tard, el 1926 Ros va edificar una altra farinera, més moderna. Encara posteriorment, el 1917 va obrir una fàbrica de sulfat.
Fou batlle de Martorell en dues ocasions, entre els anys 1924 i 1930 i entre 1940 i 1951. El 1945 cedí la seva col·lecció de rajoles i peces de format antic catalanes per a fundar el Museu Municipal Vicenç Ros. L'any 1972, l'ajuntament aconseguí d'ampliar el museu amb l'adquisició de la col·lecció de ceràmica del pintor Joaquim Mir i Trinxet. És un dels museus més importants dels Països Catalans en la seva especialitat.
Casat amb Josefa Saus Villarreal, fou reconegut en vida i posteriorment amb una sèrie de reconeixments, entre els quals el de fill predilecte de Martorell, comendador de l'Orde Civil d'Alfons X el Savi, cavaller de l'Orde de Cisneros, medalla al mèrit cultural de la Diputació de Barcelona, director perpetu del Museu Municipal «Vicenç Ros» de Martorell.
Va rebre sepultura al Cementiri Municipal de Martorell el 23 de juliol de 1970.